# Felipe Ovono
Felipe Ovono Ovono Mbang (Mongomo de Guadalupe, 1993. július 26. –) becenevén Arus, egyenlítői-guineai labdarúgó, a Deportivo Mongomo kapusa.

## Pályafutása

### A válogatottban
2011-ben mutatkozott be az Egyenlítői-guineai válogatottban. Részt vett a 2012-es és a  2015-ös afrikai nemzetek kupáján. Ez utóbbin Egyenlítő-Guinea a negyedik helyen végzett.